# Anka Bakowa
Anka Bakowa, eigentlich Ani Stojanowa Bakewa, (bulgarisch Анка Бакова; * 22. Februar 1957 in Peruschtiza) ist eine ehemalige bulgarische Ruderin. Sie gewann eine olympische Bronzemedaille. Bei Weltmeisterschaften gewann sie eine Gold-, eine Silber- und zwei Bronzemedaillen.

## Sportliche Karriere
Die 1,75 m große Anka Bakowa gehörte 1977 zum neuen bulgarischen Doppelvierer mit Steuerfrau. Aus dem Boot, das 1976 den vierten Platz bei den Olympischen Spielen 1976 belegt hatte, war nur noch Steuerfrau Stanka Georgiewa dabei. Rossitsa Spassowa, Anka Bakowa, Rumeljana Bontschewa und Penka Gotschewa belegten bei den Weltmeisterschaften in Amstelveen den dritten Platz hinter den Ruderinnen aus der DDR und aus Rumänien. Im Jahr darauf fanden die Weltmeisterschaften in Neuseeland auf dem Lake Karapiro statt. Im bulgarischen Doppelvierer saßen mit Dolores Nakowa und Steuerfrau Anka Eftimowa zwei Neulinge. In der Aufstellung Bakowa, Nakowa, Spassowa, Bontschewa und Eftimowa siegten die Bulgarinnen vor dem Boot aus der Bundesrepublik Deutschland und dem Boot aus der Sowjetunion. 1979 rückte Mariana Serbesowa für Spassowa und Ani Filipowa für Eftimowa ins Boot. Die Bulgarinnen gewannen bei den Weltmeisterschaften 1979 in Bled die Silbermedaille hinter dem Boot aus der DDR und vor den Rumäninnen. 1980 kehrte als Steuerfrau Anka Eftimowa unter dem Namen Anka Georgiewa zurück. Mariana Serbesowa, Rumeljana Bontschewa, Dolores Nakowa und Anka Bakowa gewannen mit Georgiewa am Steuer den Vorlauf bei den Olympischen Spielen in Moskau vor den Booten aus der Sowjetunion und aus der DDR. Im Finale siegte das Boot aus der DDR vor dem sowjetischen Vierer und den Bulgarinnen. Zum Abschluss ihrer Karriere trat Bakowa bei den Weltmeisterschaften 1981 in München mit Iskra Welinowa im Doppelzweier an. Die beiden gewannen die Bronzemedaille hinter den Booten aus der Sowjetunion und aus der DDR.